# بين السرايات (الجيزة)
بين السرايات، شياخة في حي الدقي بمحافظة الجيزة، تشتهر بتواجد جامعة القاهرة بها.

## الموقع
وتقع بين السرايات بين أربعة شوارع رئيسية هي شارع ثروت الذي به جامعة القاهرة وفي نهايته كوبرى ثروت، وشارع أحمد الزيات (المعروف بشارع المرور) لوجود مرور الجيزة به، وشارع التحرير من نهاية مركز البحوث وحتى شركة أخوان مقار، والجزء الأول من شارع السودان.
يكثر بمنطقة بين السرايات المكتبات والمحال التي تبيع الأدوات المكتبية والخدمات الكمبيوترية وخدمات الترجمة لأنها تقع أمام جامعة القاهرة مما يجعلها ذات موقع متميز.